# Пропаганда во время Второй мировой войны

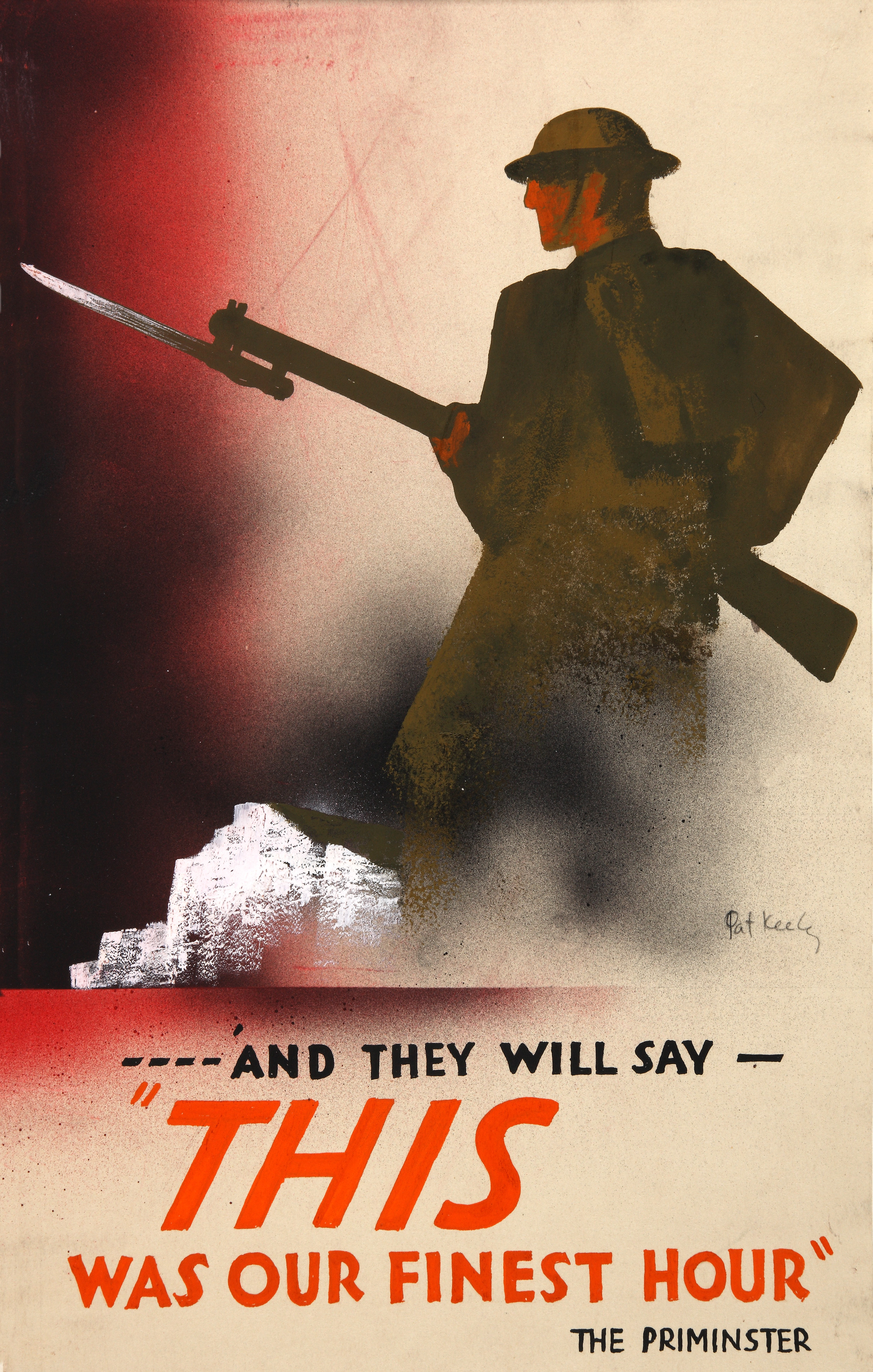
Британский плакат «…И они скажут: „Это был наш звёздный час“.»

Во время Второй мировой войны необходимость мобилизовать вооружённые силы и население для ведения тяжёлой войны, а также воздействовать на вражескую армию и население занятых вражеских территорий обернулась расцветом в воюющих странах различных пропагандистских технологий, которые стали неотъемлемой частью самой войны.
В ход шли не только плакаты и листовки, но и звукозаписи, радиопрограммы, прямые пропагандистские аудиотрансляции на вражеские окопы, создание коллаборационистских организаций.
Уровень обработки целевых групп подчас оказывался очень высок. Например, по свидетельствам очевидцев, значительная часть населения Германии даже в начале весны 1945 года была уверена в грядущей победе, тогда как на самом деле исход войны, казалось бы уже был предопределён.
Учитывая специфику условий, в которых создавались агитационные материалы, нет ничего удивительного в том, что многие из них современному человеку кажутся излишне жестокими, некоторые — слишком натуралистичными или напротив, карикатурными.

## Советская пропаганда
С 1933 по 1941 годы образ нацистской Германии испытал трансформации несколько раз: с 1933 по август 1939 года — образ Германии как врага при разделении (не отождествлении) нацистского государства и немецкого народа; с августа 1939 по май-июнь 1941 — снятие антинацистских и антифашистских акцентов; с мая 1941 по 22 июня 1941 — возвращение в пропаганду образа нацистской Германии как основного врага и потенциального противника в предвоенных условиях.
Этой деятельностью занималось Управление пропаганды и агитации ЦК ВКП(б) и Отделение по работе с войсками противника Главного политического управления РККА.
Периодическая печать была ведущей формой советской пропаганды, отражавшей как точку зрения официальных властей, так и массовые настроения.
Сформированный советской пропагандой образ врага в лице Германии, нацистской верхушки и нацизма — но не немецкого народа — явился важным фактором моральнополитической подготовки СССР к войне. Существеннейшей составляющей советской пропаганды стало резкое неприятие расизма, нацизма, антисемитизма и шовинизма как проявление общечеловеческой составляющей ценностных акцентов.
В военные годы к созданию пропагандистских плакатов были привлечены многие советские художники из разных республик (Ираклий Толидзе). В каждом регионе выпускались агитационные материалы с поправкой на специфику менталитета и тип оказываемой фронтовикам помощи («Больше рыбы фронту!», Лев Габышев, Якутск).

### Направленная на собственное население и армию
Пропаганда была оборотной стороной силового воздействия воюющего государства, занятого одновременно вооружённым противоборством на фронте и обеспечением эффективной работы тыла. С началом войны жители втянутых в неё стран столкнулись с опасностью потери здоровья и жизни, резким снижением уровня потребления, разрушением привычной социальной среды. Пропагандистская работа была призвана снизить уровень социального стресса, способствовать повышению боевого духа в армии и производительности труда в тылу. Почти все материалы подобного рода можно условно разделить на две категории — изображающие «своих» и врагов.
«Свои» в пропагандистских материалах предстают сильными, уверенными в себе людьми. Как правило, широко используются изображения государственных символов, политических лидеров, популярных исторических персонажей (чаще связанных с военной историей). Сама война в таких материалах предстаёт справедливой, обусловленной необходимостью решения важной общенациональной задачи (например, «спасения европейской цивилизации от большевизма» или «защиты социалистической Родины от немецко-фашистских захватчиков»). Народ предстаёт в качестве единой и несокрушимой силы. Пребывание на фронте не связывается в пропагандистских материалах с опасностью.
В пропагандистских целях широко использовались военные успехи. В сообщениях Совинформбюро ежедневно подробно рассказывалось об удачных действиях советских подразделений, перечислялись едва ли не все населённые пункты, отбитые у врага. Большое внимание уделялось описанию потерь противника, практиковался пересказ показаний пленных-«очевидцев» о низком боевом духе неприятеля.
Издавался «Блокнот агитатора Красной армии» — массовый журнал Главного политического управления Советской Армии и ВМФ в помощь армейским и флотским агитаторам. Публиковал материалы о подвигах советских людей на фронте и в тылу.
Выходил с августа 1942, два раза в месяц. В годы Великой Отечественной войны «Блокнот агитатора» издавался на русском, азербайджанском, армянском, грузинском, казахском, узбекском, татарском языках. Основные задачи: разъяснение политики КПСС и Советского правительства по вопросам строительства Вооруженных Сил, пропаганда революционных, боевых и трудовых традиций советского народа и его Вооруженных Сил, разъяснение требований военной присяги и уставов, обобщение опыта армейских и флотских агитаторов.
В СССР в период войны в пропагандистских целях стало использоваться историческое наследие Российской империи, прежде всего военное. В армии была воссоздана гвардия, в изменённом виде вернулись георгиевские награды и символы, кадетские корпуса. Начиная с 1943 года советские военнослужащие стали носить погоны, были введены новые награды в честь исторических русских полководцев и флотоводцев — Александра Невского, А. В. Суворова, М. И. Кутузова, Ф. Ф. Ушакова, П. С. Нахимова. В большом количестве стали издаваться брошюры о героическом прошлом русского народа. В то же время в пропаганде обращались и к временам Гражданской войны, подчёркивались подвиги красноармейцев и проводились параллели между Гражданской войной и войной против захватчиков.
Предпринимались попытки использовать в пропагандистских целях Церковь. В 1943 году после большого перерыва было разрешено избрание нового Московского патриарха. О патриотической позиции Церкви широко сообщалось в печати. В частности, широкую известность получил факт создания на средства верующих танковой колонны «Дмитрий Донской».

### Враги в пропагандистских материалах

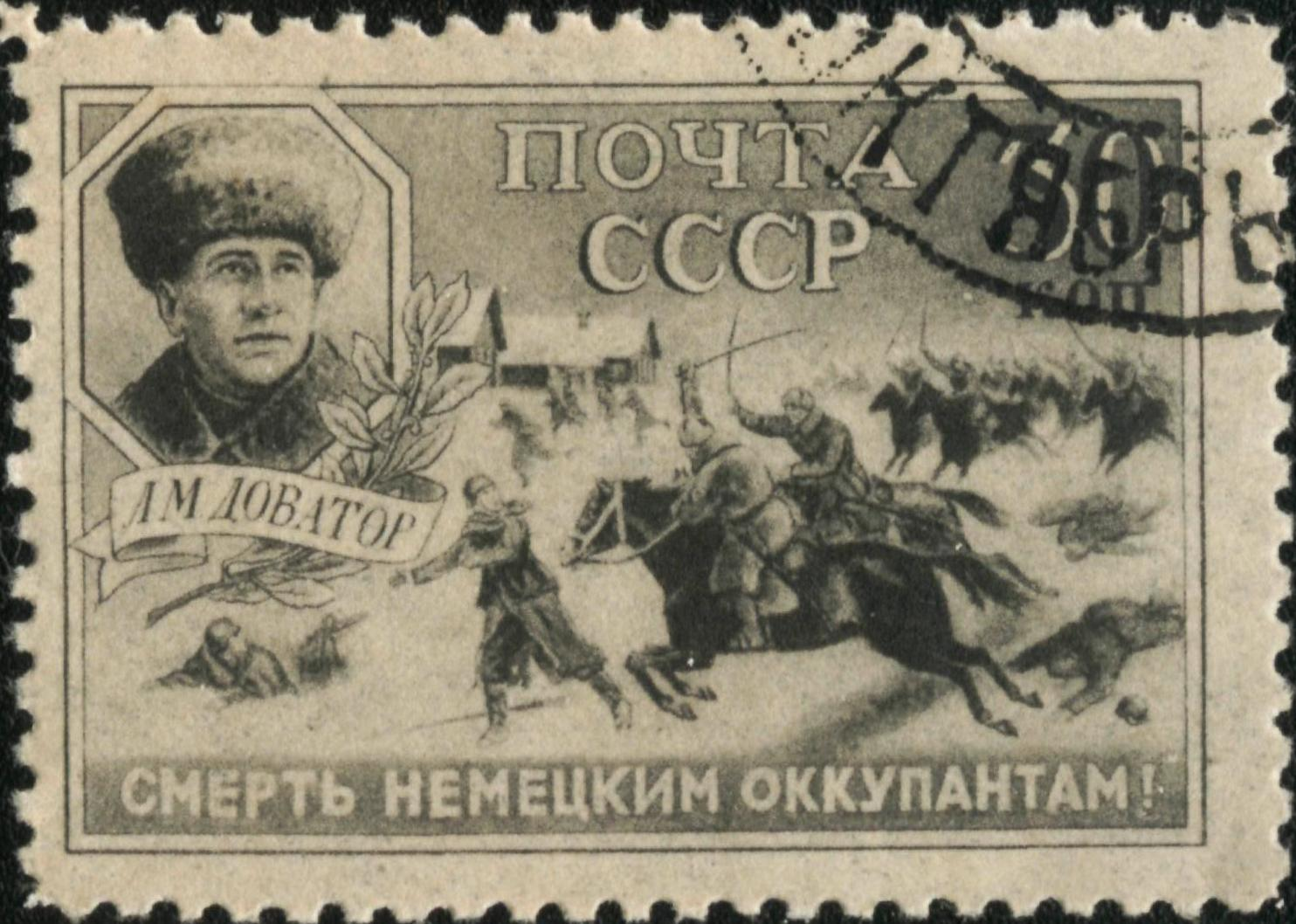
Марка «Разгром немецких войск под Москвой». Немец-мародёр от мороза закутан в женскую одежду и платок

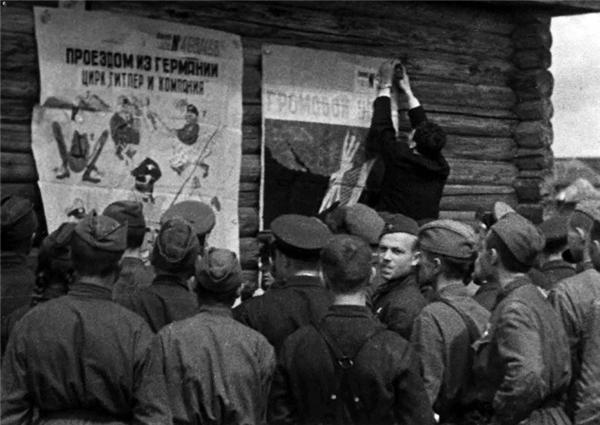
Художники Кукрыниксы на фронте, 1942

Враги в пропагандистских материалах предстают то жалкими и беспомощными, то бесчеловечными монстрами. В некоторых случаях центральным звеном пропагандистского материала становится не сам враг, а бесчеловечность и разрушительность его действий. Это связано с необходимостью одновременно подавить в своих солдатах страх по отношению к врагу, вселить в них решительность и деперсонифицировать образ противника — сделать так, чтобы он не воспринимался как человек и в него было легче стрелять. Как правило, в таких материалах сильны мотивы защиты своей страны, своего дома, а также мотив мести.
Часто использовались в неприглядном виде образы политических лидеров вражеского государства. В пропагандистской кинопродукции боевые и личные качества вражеских солдат описываются чаще всего как очень низкие. Зачастую, находясь в безопасности, они выглядят наглыми и глупыми, но проявляют трусость в бою. Врага в таком кинофильме оказывается очень легко убить. Так, например, в заключительном эпизоде советского фильма «Два бойца» (1943) главные герои вдвоём беспрепятственно расстреливают наступающие колонны немцев.
Кардинальный поворот в освещении образа Германии происходит сразу после подписания Пакта о ненападении. На первый план выдвигаются материалы, призванные продемонстрировать военные, экономические и промышленные достижения Третьего рейха. Сообщения, содержащие данные о положении дел в Германии, а также публикации на темы, связанные со Второй мировой войной (составляющие подавляющее большинство от общего числа «германских» материалов), подчеркнуто лаконичны и лишены негативной коннотации.Эволюция образа Германии в советской пропаганде: контент-анализ материалов газеты «Правда» (январь 1933 - июнь 1941 г.)

### Контрпропаганда
Служит для отражения пропагандистских атак и действий противника, дезавуирует слухи и домыслы, распускаемые противником в пропагандистских целях, утверждает слабость, ложность и ошибочность позиции противника. 

### Пропаганда в нейтральных государствах
По указанию Сталина, в конце 1940 года Коминтерн и БРП(к) развернули в Болгарии одну из самых масштабных и самых успешных пропагандистских кампаний во всей Второй мировой войне — Соболевскую акцию (болг. Соболева акция). Она имела своей целью оказать нажим на мнения премьер-министра Болгарии Богдана Филова и болгарского царя Бориса III, чтобы они приняли предложение СССР о заключении пакта о взаимопомощи с Болгарией. В ходе Соболевской акции активисты БРП(к), при поддержке своих союзников из политического круга «Звено», БЗНС и БРСДП (ш.с.) добились отправления сотен обращений, телеграмм и воззваний. В них представители всей болгарской общественности − рабочие, крестьяне, интеллигенция, старшеклассники, студенты и пр., призывали Народное собрание, правительство Болгарии и царя Бориса III принять предложение СССР. Оценки количества собранных подписей варьируются в пределах от 340 000 до полутора миллионов.

### Пропаганда «в стане врага»
Пропагандистская работа против неприятеля имела целью снизить его боевой дух, заставить отказаться от продолжения вооружённой борьбы и склонить к сдаче в плен и деморализовать противника. С этой целью стороны вели при помощи громкоговорящей аппаратуры трансляции через линию фронта пропагандистских программ, иногда чередуя их с музыкой. В расположение вражеских частей забрасывались агитационные печатные материалы (листовки, которые также служили и «пропуском» в плен). Чаще всего в таких материалах содержалась мысль об опасности или бессмысленности сопротивления. Пропагандисты сообщали солдатам противника о том, что они находятся в тяжёлом положении, непосредственно угрожающем гибелью, что в тылу у них осталась семья, которая ждёт, что они вернутся живыми и здоровыми.
Часто в качестве мотива отказа от сопротивления предлагался тезис о «неправильности» политического режима в стране, которую защищает солдат. В случае сдачи в плен противник обещал достойные, а то и роскошные условия содержания до конца войны. Многие печатные пропагандистские материалы были оформлены как «пропуска в плен» — предполагалось, что сдающийся солдат должен предъявить такую листовку первому же военнослужащему неприятельской армии. Часто агитационные материалы для противника создавались от имени коллаборационистских организаций — таких как «Русская освободительная армия» или «Свободная Германия».

### Пропаганда, посвящённая союзникам по коалиции
На время войны с общим врагом разногласия между странами Запада и Советским Союзом были отодвинуты в сторону. Союзники, как и собственные воины, изображаются сильными, храбрыми и уверенными в себе. На первый план часто выходят тезисы об общей борьбе за мир и свободу, о народах — братьях по оружию. Пропагандистские штампы о «коммунистической угрозе» и «мировом империализме», которые вытеснялись «дружественной» пропагандой во время войны, молниеносно оказались вновь востребованными после войны, а плакат, на котором в небе над Германией русский лётчик пожимает руку британскому лётчику, стал анахронизмом, и позднее мог восприниматься наблюдателем [кем?] скорее как странный.

### Известные произведения
- «Джеймс Кеннеди» — советская песня о британских союзниках
- песня В. Лебедева-Кумача «Священная война» (опубликована 24 июня 1941 в газете «Известия»)
- стихотворние К. Симонова «Убей его!» («Если дорог тебе твой дом…»)
- брошюра «Мы Ненавидим — Мы Мстим»[6] Л. ОГИЗ — Госполитиздат. 1942 г.

## Пропаганда стран антигитлеровской коалиции
Вторая мировая война является одним из самых ярких примеров репрезентации образа врага в пропагандистских кампаниях. От того как политики и их пропагандисты могли изобразить своих главных военных, политических и идеологических противников, намеренно исказить их образ, подчеркнуть негативные черты этого образа, мотивировать обычного человека на защиту не только интересов своей страны, но и определённой идеологии, зависели судьбы государств и народов, а также будущее всего человечества. Не являются исключением в этом плане и пропагандистские кампании союзников по антигитлеровской коалиции, в которых плакаты активно использовались в качестве основного инструмента визуализации вражеского образа.
При анализе визуального отображения образа врага в пропаганде союзников, выделяются следующие черты:
- Зооморфный образ врага, в особенности правящей верхушки нацистов. Эта особенность присуща большому числу советских плакатов времен Великой Отечественной войны и направлена на создание у гражданина СССР и бойца Красной Армии чувства отвращения к Гитлеру и нацистам. Эти приемы должны были привести к широкому восприятию оккупантов как зверей, неспособных на человечность. Тем самым оправдывалось отношение к захватчикам как к нелюдям, пресекалось всякое сочувствие к врагу.[7]
- Масштаб объекта в кадре — преувеличение и преуменьшение тех или иных элементов. Данная особенность характерна для практически любой визуальной пропаганды. Художники-пропагандисты показывали ту или иную сторону в конфликте преувеличенно сильной либо слишком ослабленной. Преувеличивались и преуменьшались личности (изображение сгорбленного карлика-Гитлера и огромного бойца рядом с ним), объекты (техника, вооружение) и географические величины (размер страны мог быть скорректирован, чтобы вселить в солдата ощущение скорой победы).[8]
- Особый акцент на больших потерях врага. Враг на пропагандистских плакатах часто изображался либо уже поверженным, либо близким к поражению.[9]
- Использование цветового контраста. Помимо масштаба, в визуальном отображении элементов образа врага учитывалась и цветовая палитра. Так, в контрасте с яркими (красными, белыми) союзными войсками, вражеские силы и персоналии чаще всего были затемнены и исполнены в темных тонах.[10]
- Присутствие исторических аллегорий и обращение к прошлому историческому опыту. Одним из ключевых приемов, используемых пропагандистами антигитлеровской коалиции для уничижения образа главного противника, являлось приравнивание его к уже поверженным врагам из прошлого страны.
- В пропаганде США и Великобритании активно использовался образ христианства как религии, противостоящей фашизму. В данном случае «добро», представленное западными союзниками, стояло на защите христианского гуманизма от посягательств «сил зла» (германского нацизма). В основе данной плакатной тематики лежит утверждение о том, что нацисты, совершившие столько преступлений против народов мира и замышлявшие еще большие злодеяния, никак не могут быть признаны христианами. Можно заметить, что образ битвы добра и зла в христианстве переносится на схватку западных демократий и нацизма. Так, на британском плакате времен войны изображен христианский крест, противопоставленный нацистской свастике.[11] При этом, крест свастику (которая изображена меньшей по размеру) заслоняет, донося до зрителя мысль о том, что христианство обязательно победит в этом глобальном противостоянии с нацизмом. Плакат должен был оказать воздействие на верующих в Бога солдат, показав им, что нацизм приравнивается к антихристу, несет миру лишь зло, и поэтому должен быть побежден во имя христианской веры. Американский плакат 1943 г., созданный Томасом Хартом Бентоном, также апеллирует к схватке христианства с «мировым злом». Плакатом «Снова!» автор хотел показать, что ценности христианской религии находятся в опасности из-за распространения «нацистской чумы». Изображенные на плакате германские солдаты, пронизывающие копьем тело распятого Христа и немецкий военный самолет, расстреливающий его с воздуха, олицетворяют попрание нацистами всяких норм морали и христианской этики.[12] Своими действиями по уничтожению целых народов нацистская Германия бросает вызов самому Христу, христианской религии, что по мнению автора плаката должно быть остановлено. Как и британский плакат, американский нацелен на верующих солдат, но использует более яркую аллегорию, нежели противопоставление символов. Этот плакат эксплуатирует целый библейский сюжет. Советский Союз, по идеологическим причинам, не мог использовать образ христианства как гуманистической религии, противопоставленной «нацистскому варварству». Советские пропагандисты в основном прибегали к использованию коммунистических символов и образов, а также обращались к истории России, не затрагивая при этом православную тематику.

Одна из самых успешных пропагандистских кампаний была организована Би-би-си в июле 1941 года. Виктор де Лавелэ, бывший министр юстиции Бельгии и руководитель бельгийской секции вещания Би-би-си призвал жителей оккупированной Бельгии использовать букву V в качестве объединяющего символа, поскольку с нее начинается французское слово victoire (победа), фламандское и нидерландское слово vrijheid (свобода) и, конечно, английское слово victory, которое тоже означает «победа». На всей оккупированной нацистской Германией территории Европы люди чертили букву V и выстукивали ее азбукой Морзе, демонстрируя свою веру в победу над оккупантами. 19 июля 1941 года Уинстон Черчилль одобрительно отозвался об этой идее в своей речи и с тех пор стал изображать знак V пальцами. В пропаганде также широко использовалась сатира. Например, в 1941 году кинорежиссер Чарльз Ридли наложил на кадры марширующих нацистов из фильма «Триумф воли» популярный танцевальный мотив из мюзикла «Я и моя девушка». При этом была также применена ускоренная перемотка, что представляло нацистов в виде комических персонажей в лучших традициях немого кино.
К июню 1941 года Великобритания уже год как вела войну практически в одиночку и ей крайне нужна была поддержка США, которые продолжали оставаться нейтральными. Поэтому использовались все средства для воздействия на американское общественное мнение, в том числе и дезинформация. Например, работавший в США британский агент Уильям Стивенсон фальсифицировал немецкую карту с планом Гитлера по захвату Южной Америки. Согласно этой карте, на континенте должно было остаться пять крупных территориальных образований, полностью подчиненных Германии и ее союзникам. 27 октября 1941 года президент США Франклин Рузвельт упомянул данную карту в своей речи, которая убеждала американцев, что Гитлер представляет непосредственную угрозу и для США. В итоге к ноябрю 1941 года уже 68 % американцев считали, что важнее победить Германию, чем сохранять нейтралитет.
Известные произведения

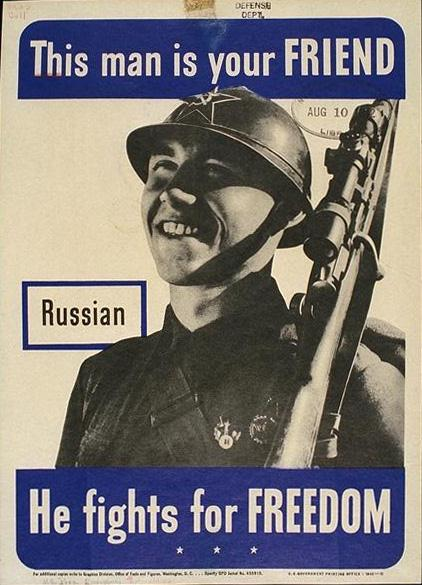
Плакат западных союзников «Русский — это твой друг. Он сражается за свободу»
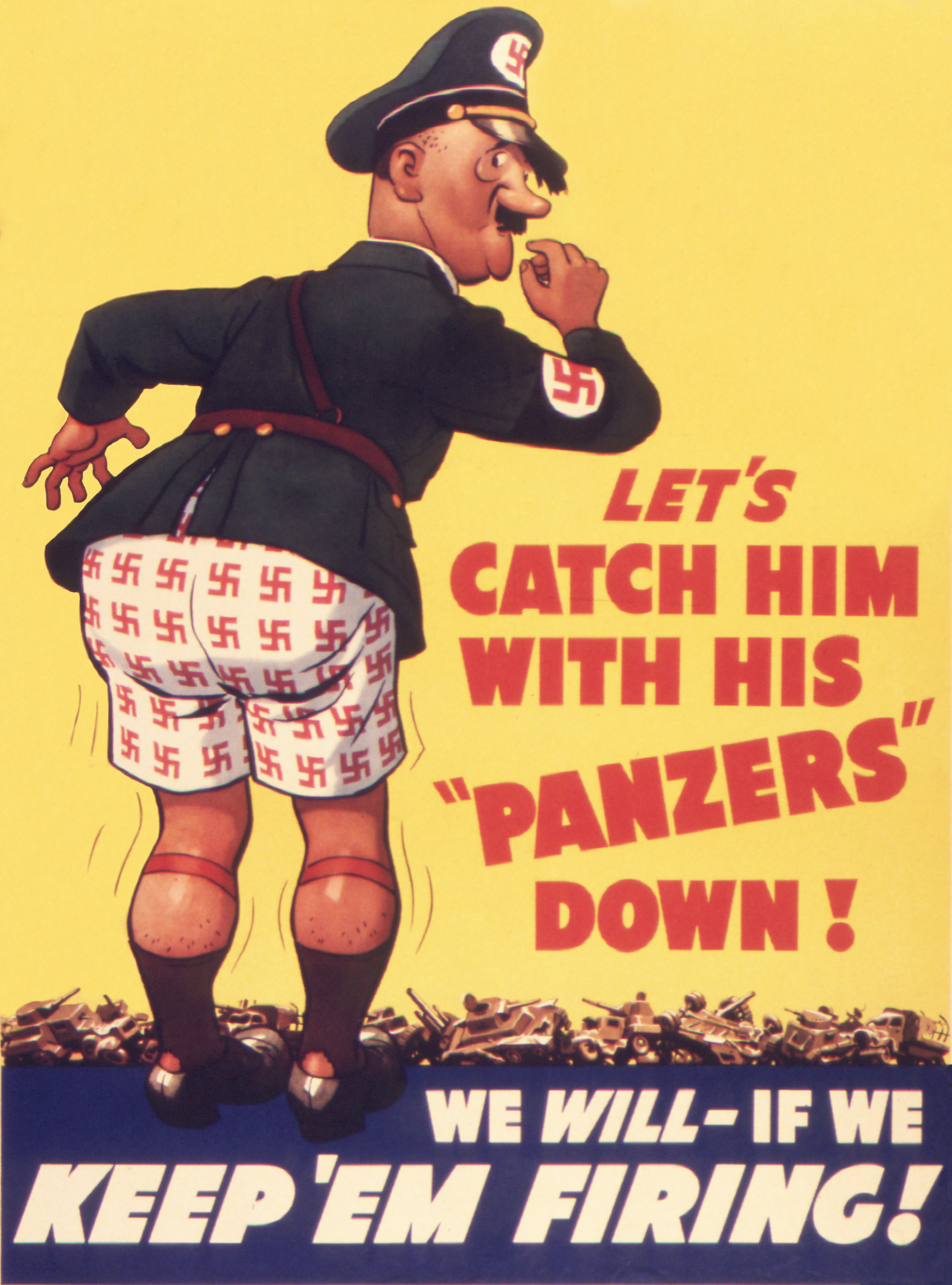
Плакат западных союзников с изображением А. Гитлера «Поймаем его со спущенными штанами» (использована игра слов pants-panzers)
«V за победу и безостановочная работа приблизит её», плакат США

19 февраля 1942 года было проведёно мероприятие If Day («Если однажды») — имитация вторжения войск нацистской Германии и оккупации ими города Виннипег (Канада) и прилегающих к нему районов. «If Day» включал постановочное сражение между канадскими войсками и добровольцами, одетыми в форму германских солдат, интернирование «нацистами» известных городских политиков, установление в городе «нацистского режима» и военный парад. Мероприятие было посвящено сбору средств для войны.
Капитан Америка — созданный (в комиксах) патриотический персонаж, его часто изображали сражающиеся с гитлеровской коалицией государства.

## Нацистская пропаганда

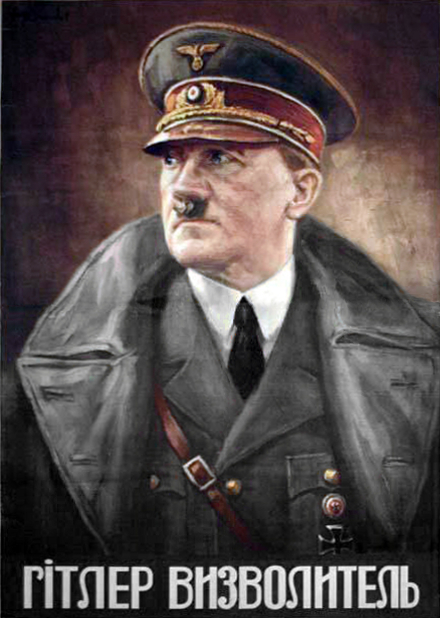
Немецкий плакат на украинском языке «Гитлер — освободитель»

### Направленная на собственное население и армию
Основой разработанной Геббельсом концепции было информирование и воздействие на население Рейха через радио — соответственно, практически в каждой немецкой семье имелся радиоприёмник.
За годы войны было выпущено 150—180 пропагандистских фильмов (из общего числа порядка 1300).
В кинотеатрах перед каждым сеансом устраивался просмотр (обязательный, пропустить было невозможно) пропагандистского киножурнала «Die Deutsche Wochenschau» — в начале войны длительностью 10-15 мин., в конце — уже полчаса.
В пропагандистских фильмах (и речах Гитлера), разъясняющих причины объявления войны Америке, проводились параллели между ней и «еврейским» правительством Советов, еврейским характером её капитала, жидобольшевистской направленностью её политики (направленной на поглощение третьих стран), а президент Рузвельт объявлялся евреем.
США рисовалась как страна низкой морали, а основным источником благосостояния её граждан являлась игра на бирже.
В 1940-е годы нацисты сняли ряд псевдодокументальных фильмов в попытке изобразить в отрицательных красках евреев и тем самым оправдать «окончательное решение». В частности, в Варшавском гетто было отснято большое количество постановочных киноматериалов (позднее они были обнаружены в архивах, смонтированы и сопровождены комментариями в картине «Неоконченный фильм»). В Терезинском гетто был снят фильм «Фюрер дарит евреям город», несколько раз демонстрировавшийся представителям Красного креста (режиссёр фильма Курт Геррон позднее погиб в лагере смерти).

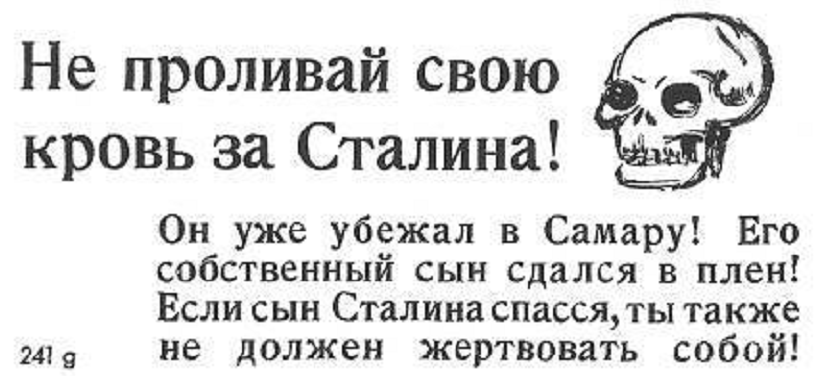
Немецкая антисоветская листовка, где присутствует ложная информация о побеге Сталина в Куйбышев (Самару).

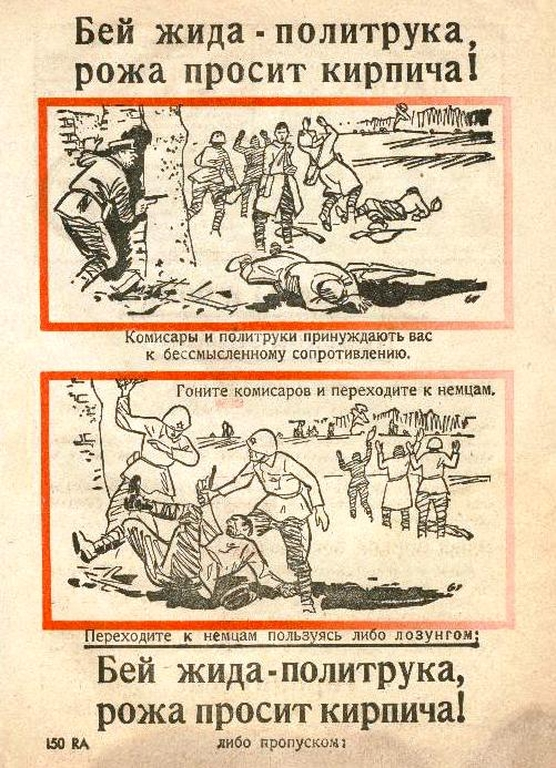
Лицевая сторона немецкой пропагандистской листовки «Бей жида-политрука, рожа просит кирпича!»

Известные выставки и мероприятия
- Выставка «Советский рай» (1942)

### Направленная на армию противника
На передовой широко применялись громкоговорящие рупорные установки, для распространения листовок — агитационные бомбы, снаряды и реактивные мины. Листовки Третьего рейха для СССР большей частью распространялись самолетами люфтваффе.
Активно использовались факты захвата в плен или гибели значимых фигур противника (немецкие листовки с Яковом Джугашвили, сыном Сталина, сына Хрущёва Леонида, крупных военачальников), в том числе и с элементами фальсификации материалов (фотоснимков, высказываний и т. п.).
Распространение на неоккупированной территории слухов о том, что «евреи не воюют», что на фронте их нет, что все они устроились в тылу, в снабжении и т. п..

### Пропаганда на оккупированных территориях
Во время Второй мировой войны длительную оккупацию больших и разнородных густонаселенных пространств территории врага производила только одна сторона — Германия и её союзники. Именно опыт Германии в этом смысле представляет наибольший интерес. Поскольку к различным территориям, оказавшимся в оккупации, у немцев был разный интерес, соответственно различными были способы управления подвластными странами и применявшиеся пропагандистские приёмы. Так, жители захваченной Скандинавии считались «арийцами», полноценными гражданами Рейха, которые должны принимать активное участие в его делах. 
Политика на востоке, в Польше и захваченных районах Советского Союза была иной. Поскольку славяне считались неполноценной расой, то в перспективе предполагалось их уничтожение или онемечивание. В качестве первого шага в этом направлении проводилась работа по уничтожению наиболее сильных национальных культур и разобщению людей.
С пропагандистской точки зрения это означало заигрывание с национальными движениями и натравливание граждан друг на друга. С этой целью создавались национальные протоправительственные учреждения (почти полностью безвластные — например, БЦР, Украинский национальный совет, УЦК), национальные воинские формирования (Белорусская краевая оборона, Киевский курень и др.), пропагандистские музеи (см. напр. Музей-архив переходного периода), издавалась националистическая и антисемитская литература, выпускались газеты соответствующего содержания, например, газета «За родину» (Рига) или журнал «Бич» (Минск). Всего на оккупированной территории СССР немцы издавали почти 300 наименований газет для населения, тиражи многих из них составляли сотни тысяч экземпляров; все они носили явно выраженный пропагандистский характер.
Вместе с тем, немцы пытались создать на оккупированных восточных территориях ощущение, что жизнь продолжается — работали кинотеатры, выходили газеты, проводились культурные мероприятия. Населению внушалось, что грабительская большевистская власть закончилась навсегда, предъявлялись фотомонтажи, на которых германские солдаты позировали якобы в Москве и Ленинграде. Проводилась серьёзная работа по предупреждению поддержки партизанского движения. В пропагандистских материалах партизаны представали ворами и убийцами, сотрудничество с ними каралось смертью. Отдельного упоминания заслуживают пропагандистские кампании, обеспечивавшие переселение жителей оккупированных районов в Германию. Немцы создавали и показывали специальные фильмы, в которых угоняемым обещали райскую жизнь вдалеке от фронта.
Порой, с пропагандистскими целями, использовался труд интеллигенции, к примеру, известная коллаборационистка Лидия Осипова описывала случай, когда ее мужу немцы поручили специальное исследование по «истории бани»:

«Работа, которая потребовалась от Коли, состоит в исследовании по „истории бани“ и тому подобной чепухи. Кажется, эта история нужна для того, чтобы доказать, что у славян бани не было и ее им принесли просвещенные немцы. Боже, до какой глупости могут доходить цивилизованные европейцы! Война, кровь, ужасы, и тут — история бани! Но хорошо, что хоть суп за нее платят. Коля говорит, что он напишет работу и докажет, что славяне принесли немцам и европейцам баню. Так, мол, говорят исторические летописи, а что говорит по этому поводу Заратустра — неинтересно. Боюсь, что придется скоро расстаться с супом!»— Лидия Осипова, «Дневник коллаборантки».
Известные произведения
- Одна из самых знаменитых немецких листовок в ходе войны была «Бей жида-политрука, рожа просит кирпича!».